# Nachwuchswertung
Die Nachwuchswertung ist im Radsport eine Sonderwertung, die den besten jungen Fahrer in einem Etappenrennen klassifiziert. Meistens sind die Fahrer für die Nachwuchswertung teilnahmeberechtigt, die zu einem bestimmten Stichtag (meistens dem 1. Januar des laufenden Jahres) ein bestimmtes Alter (meistens 25 Jahre) nicht überschritten haben. Sie ist eine wichtige Auszeichnung für junge Fahrer und kann ihnen helfen, sich im Profiradsport zu etablieren.

## Führungstrikot
Der Führende in der Nachwuchswertung trägt meistes ein spezielles Trikot, das sich farblich von den Trikots der anderen Wertungen unterscheidet. In den wichtigen Grand Tours ist dies bei der Tour de France das maillot blanc, im Giro d’Italia das maglia blanca und bei der Vuelta a España das malliot blanco.

## Wertung
Die Nachwuchswertung folgt der Gesamtwertung, d. h. der Fahrer mit der geringsten Gesamtzeit ist der führende der Wertung.